# Meiert Avis
Meiert Avis es un director de vídeos musicales y comerciales irlandés.

## Carrera
Avis obtuvo reconocimiento por dirigir videoclips para artistas como Bob Dylan, Bruce Springsteen, U2, Avril Lavigne, Audioslave, Paramore, Alanis Morissette, Flyleaf, Jennifer Lopez, New Found Glory y Josh Groban.
Su trabajo le ha valido numerosos premios y reconocimientos, incluido un Premio Grammy por el videoclip de la canción "Where The Streets Have No Name" de U2 y dos Premios MTV Music Video por "With or Without You" de la misma banda y por "Risky" de Iggy Pop y Ryūichi Sakamoto. Ha realizado comerciales para marcas como Toyota, Pioneer, Lexus y Los Angeles Times. Dirigió además dos largometrajes, Far from Home (1989) y Undiscovered (2005), con escasa repercusión comercial.

## Filmografía

### Videoclips
- U2 – "I Will Follow" (1980)
- U2 – "Gloria" (1981)
- U2 – "A Celebration" (1982)
- U2 – "New Year's Day" (1983)
- U2 – "Two Hearts Beat as One" (1983)
- U2 – "The Unforgettable Fire" (1984)
- In Tua Nua – "Somebody To Love" (1984)
- The Waterboys – "The Whole of the Moon" (1985)
- Killing Joke – "Kings and Queens" (1985)
- Thompson Twins – "Don't Mess with Doctor Dream" (1985)
- Thompson Twins – "Lay Your Hands on Me" (1985)
- Thompson Twins – "King for a Day" (1985)
- Thompson Twins – "Revolution" (1985)
- Thompson Twins – "Nothing in Common" (1985)
- Thompson Twins – "Long Goodbye" (1987)
- Clannad y Bono – "In a Lifetime" (1985)
- Jackson Browne – "Lives in the Balance" (1986)
- Cactus World News – "Worlds Apart" (1986)
- John Parr – "Blame It on the Radio" (1986)
- Iggy Pop y Ryūichi Sakamoto – "Risky" (1987)
- Bruce Springsteen – "Brilliant Disguise" (1987)
- U2 – "With or Without You" (1987)
- U2 – "Where the Streets Have No Name" (1987)
- Marc Jordan – "This Independence" (1987)
- Bruce Springsteen – "Tunnel of Love" (1988)
- Bruce Springsteen – "One Step Up" (1988)
- Bruce Springsteen – "Tougher Than the Rest" (1988)
- Marc Jordan – "Catch the Moon" (1988)
- Steve Earle – "Back to the Wall" (1988)
- Patti Smith – "People Have the Power" (1988)
- Herbie Hancock – "Keep the Vibe Alive" (1988)
- Bruce Springsteen – "Born to Run" (Version 2: Acoustic) (1988)
- Terence Trent D'Arby - "To Know Someone Deeply Is to Know Someone Softly" (1989)
- U2 – "All I Want Is You" (1989)
- Bette Midler – "Night and Day" (1990)
- David Baerwald – "Dance" (1990)
- Brent Bourgeois – "Can't Feel the Pain" (1990)
- Warrant – "Uncle Tom's Cabin" (1990)
- Hothouse Flowers – "Give It Up" (1990)
- Jeff Lynne – "Every Little Thing" (1990)
- Jeff Lynne – "Lift Me Up" (1990)
- Chris Whitley – "Dust Radio" (1991)
- Van Halen – "Top of the World" (Super8) (1991)
- Van Halen – "Runaround" (1991)
- The Psychedelic Furs – "Until She Comes" (1991)
- Chris Whitley – "Big Sky Country" (1991)
- Van Halen – "Top of the World" (Version 1) (1991)
- Bob Dylan – "Series of Dreams" (1991)
- Scorpions – "Send Me an Angel" (1991)
- Bruce Springsteen – "Better Days" (1992)
- Bruce Springsteen – "Human Touch" (1992)
- Warrant – "Machine Gun" (1993)
- Patti Scialfa – "As Long as I (Can Be With You)" (1993)
- Patti Scialfa – "Lucky Girl" (1994)
- Bonnie Raitt – "Love Sneakin' Up On You" (1994)
- Indigo Girls – "Touch Me Fall" (1994)
- Bonnie Raitt – "Blue for No Reason" (1998)
- The Calling – "Could It Be Any Harder" (2001)
- Audioslave – "Like a Stone" (2002)
- Michelle Branch – "Are You Happy Now?" (2003)
- The All-American Rejects – "Time Stands Still" (2003)
- Matchbox Twenty – "Unwell" (2003)
- Jennifer Lopez – "Baby I Love U!" (2003)
- The Calling – "For You" (2003)
- Elvis Presley – "Rubberneckin' (Paul Oakenfold Remix)" (2003)
- Truman – "Girl With a Pearl" (2003)
- Truman – "Morning Light" (2003)
- Trapt – "Echo" (2003)
- Something Corporate – "Me and the Moon" (2003)
- Josh Groban – "You Raise Me Up" (2003)
- Josh Groban – "Per Te"
- Josh Groban – "Confession"
- Josh Groban – "Remember When It Rained" (2004)
- Avril Lavigne – "My Happy Ending" (2004)
- Alanis Morissette – "Everything" (2004)
- New Found Glory – "All Downhill from Here" (2004)
- New Found Glory – "Failure's Not Flattering" (2004)
- New Found Glory – "This Disaster" (2004)
- Counting Crows – "Accidentally In Love (Counting Crows)" (for Shrek 2) (2004)
- Seal – "Walk On By" (2004)
- Damien Rice – "Delicate" (2004)
- Peter Cincotti – "Saint Louis Blues" (2004)
- Bonnie McKee – "Somebody" (2004)
- Alanis Morissette – "Crazy" (2005)
- Darren Hayes – "So Beautiful" (2005)
- HIM – "Wings of a Butterfly" (2005)
- Stewie/Family Guy – "Sexy Party" (2005)
- Gavin DeGraw – "We Belong Together" (2006)
- Zucchero – "Bacco Per Bacco" (2006)
- Zucchero – "Cuba Libre" (2006)
- Josh Groban – "You Are Loved (Don't Give Up)" (2006)
- Seether – "The Gift" (2006)
- P.O.D. – "Goodbye for Now" (2006)
- HIM – "The Kiss of Dawn" (2007)
- Papa Roach – "Forever" (2007)
- Jack's Mannequin and Mick Fleetwood – "God" (2007)
- Jibbs y Melody Thornton – "Go Too Far" (2007)
- Macy Gray – "Finally Made Me Happy" (2007)
- HIM – "Bleed Well" (2007)
- HIM – "Digital Versatile Doom" (Live) (2008)
- Bryn Christopher – "The Quest" (2008)
- Take That – "Greatest Day" (2008)
- Chris Cornell – "Ground Zero" (2008)
- Mixi – "I Miss Those Days (Ghost)" (2008)
- New Kids on the Block – "2 in the Morning" (2009)
- New Found Glory – "Listen to Your Friends" (2009)
- Rise Against – "Hero of War" (2009)
- Flyleaf – "Again" (2009)
- New Found Glory – "Don't Let Her Pull You Down" (2009)
- Paramore – "Brick by Boring Brick" (2009)
- Boys Like Girls y Taylor Swift – "Two Is Better Than One" (2009)
- The Pretty Reckless – "Make Me Wanna Die" (2010)
- The Pretty Reckless – "Miss Nothing" (2010)
- The Pretty Reckless – "Just Tonight" (2010)
- Crystal Bowersox – "Farmer's Daughter" (2010)
- Evanescence – "What You Want" (2011)
- Bush – "The Sound of Winter" (2011)